# Saint-Baudelle

Saint-Baudelle este o comună în departamentul Mayenne, Franța. În 2009 avea o populație de 1,175 de locuitori.